# Obóz koncentracyjny Haengyŏng
Obóz koncentracyjny Haengyŏng (inne nazwy obóz koncentracyjny Hoeryŏng, obóz numer 22) – obóz koncentracyjny w Korei Północnej, przez jakiś czas największy tego typu obiekt na świecie. Znajdował się w pobliżu granicy z Rosją i z Chinami. Obóz został założony w 1959 roku, prawdopodobnie został zamknięty w 2012 roku.
Obóz zajmował około 80 km² powierzchni. Był otoczony podwójnym ogrodzeniem z drutu kolczastego pod napięciem. Wokół ogrodzenia ukryto liczne pułapki oraz powbijano kolce w ziemię. Haengyŏng podzielono na strefy: kolonię pracy, osiedle mieszkaniowe dla rodzin strażników, strefę administracyjną, areszt śledczy oraz miejsce egzekucji.
Do obozu trafiają głównie osoby, które władze północnokoreańskie uznały za niepoprawne polityczne. W ramach zastraszania Koreańczyków, do obozu wraz ze skazanymi trafiają ich rodziny. W latach 1990–2004 w obozie przebywało około 50 tys. ludzi. Obecna ich liczba nie jest znana. Skazanych pilnuje około 1000 strażników, uzbrojonych w granaty i broń automatyczną, mających do dyspozycji psy. W obozie powszechne jest katowanie na śmierć, niewolnicza praca, eksperymenty medyczne przeprowadzane na więźniach. Za próbę ucieczki więźnia przeprowadza się egzekucję pięciu rodzin w pokazowej egzekucji. Co roku w wyniku chorób i tortur w obozie umiera 1/4 więźniów. Na ich miejsce trafiają nowe osoby. Niektórzy więźniowie umierali w komorach gazowych.
Około 2002 roku udało się ukraść dokumenty z obozu pochodzące z lutego 2002 roku. Dokumenty oznaczone jako ściśle tajne zawierały informację o 39-letnim więźniu Hun-hwa, którego przeniesiono z Obozu 22 w celu przeprowadzenia eksperymentów chemicznych w celach wojskowych.
W 2012 roku obóz został prawdopodobnie zamknięty w celu przekształcenia go w kopalnię. Więźniów miano przenieść do innego obozu.